# Verneuil-sur-Serre
Verneuil-sur-Serre település Franciaországban, Aisne megyében. Lakosainak száma 255 fő (2022. január 1.). Verneuil-sur-Serre Barenton-Bugny, Barenton-Cel, Barenton-sur-Serre és Grandlup-et-Fay községekkel határos.

## Népesség
A település népessége az elmúlt években az alábbi módon változott:
| Lakosok száma | 238  | 265  | 259  | 267  | 252  | 245  | 254  | 258  | 260  | 255  |
|               | 1968 | 1982 | 1990 | 2006 | 2013 | 2015 | 2017 | 2019 | 2020 | 2022 |